# Дубенинки (гмина)
Дубенинки (пол. Dubeninki) — сельская гмина (волость) в Польше, входит как административная единица в Голдапский повят, Варминьско-Мазурское воеводство. Население — 3152 человека (на 2004 год).

## Демография
Данные по переписи 2004 года:
| Перепись                       | Всего   | Всего | Женщины | Женщины | Мужчины | Мужчины |
| ------------------------------ | ------- | ----- | ------- | ------- | ------- | ------- |
| Единицы                        | человек | %     | человек | %       | человек | %       |
| Население                      | 3152    | 100   | 1586    | 50,3    | 1566    | 49,7    |
| Плотность населения (чел./км²) | 15,4    | 15,4  | 7,7     | 7,7     | 7,6     | 7,6     |

## Сельские округа
1. Бендзишево
2. Бяле-Езорки
3. Блонкалы
4. Блендзишки
5. Будвеце
6. Цисувек
7. Чарне
8. Дегуце
9. Дубенинки
10. Кекскеймы
11. Кепойце
12. Ленкупе
13. Линово
14. Мацеёвента
15. Плюшкеймы
16. Пшеросль-Голдапска
17. Рогайны
18. Скайзгиры
19. Станьчики
20. Жабояды
21. Жыткеймы

## Поселения
1. Мешно
2. Бочки
3. Марково
4. Марлиново
5. Блюдзе-Мале
6. Блюдзе-Вельке
7. Лысогура
8. Вобалы
9. Барце
10. Лое
11. Пшеславки
12. Жердзины
13. Редыки
14. Высоки-Гарб
15. Кочолки
16. Тунишки
17. Завишин
18. Поблендзе
19. Ракувек
20. Крамник

## Соседние гмины
1. Гмина Голдап
2. Гмина Филипув
3. Гмина Пшеросль
4. Гмина Вижайны